# Dominique Lamb
Dominique Na’Shai Lamb (* 5. Dezember 1985 in Phoenix (Arizona)) ist eine ehemalige US-amerikanische Volleyballspielerin.

## Karriere
Lamb begann ihre Karriere an der Chandler High School. Von 2004 bis 2007 studierte sie an der University of Arizona und spielte dort in der Universitätsmannschaft der Wildcats. Nach ihrem Studium wollte sie eine Profikarriere beginnen, zog sich aber einen Kreuzbandriss zu. Sie musste mehrmals operiert werden und arbeitete deshalb zunächst als Nachwuchstrainerin. 2010 ging die Mittelblockerin nach Europa und spielte bei TVC Amstelveen. Mit dem niederländischen Verein nahm sie am Challenge Cup teil. 2011 wechselte sie zum italienischen Erstligisten Riso Scotti Pavia. In der Saison spielte Lamb mit dem rumänischen Verein CVM Tomis Constanța auf europäischer Ebene in der Champions League und anschließend im CEV-Pokal. 2013 wurde die US-Amerikanerin vom deutschen Bundesligisten Rote Raben Vilsbiburg verpflichtet. Mit Vilsbiburg erreichte sie das Achtelfinale im CEV-Pokal. Im März gewann sie mit den Roten Raben den DVV-Pokal und einige Wochen später wurde sie deutsche Vizemeisterin. Anschließend kehrte sie in ihre Heimat zurück.

## Familie
Lamb ist die Nichte des US-amerikanischen Sprinters Dwayne Evans, der bei den Olympischen Spielen 1976 eine Bronzemedaille über 200 Meter gewann.